# Paluan
Paluan è una municipalità di terza classe delle Filippine, situata nella provincia di Mindoro Occidentale, nella regione di Mimaropa.
Paluan è formata da 12 barangay:
- Alipaoy
- Bagong Silang Pob. (Bgy 5)
- Handang Tumulong Pob. (Bgy 2)
- Harrison
- Lumangbayan
- Mananao
- Marikit
- Mapalad Pob. (Bgy 1)
- Pag-Asa Ng Bayan Pob. (Bgy 4)
- San Jose Pob. (Bgy 6)
- Silahis Ng Pag-Asa Pob. (Bgy 3)
- Tubili